# 壺天鎮
壺天鎮（こてんちん）は中華人民共和国湖南省湘潭市湘郷市の鎮。

## 歴史
1950年、壺天郷を設立。1962年、壺天公社に改称。1984年、壺天郷に復称。1990年、壺天鎮に昇格。

## 行政区画
- 壺天社区
- 北風鋪社区
- 壺中村
- 小水村
- 大坪村
- 日新村
- 樹塘村
- 石獅村
- 壺天村
- 竜凼村
- 同升村
- 中石村
- 石春村
- 岩江村
- 新坡村
- 光輝村
- 光勝村
- 湘渓村
- 峡山口村
- 直東村
- 横東村
- 合東村
- 大金村
- 南岳村
- 潭渓村
- 上新橋村
- 石鼓村
- 堆子村
- 下木村
- 馬鞍石村
- 譚橋村
- 双坪村
- 牌子石村
- 杉沖村
- 東段村
- 石燕村
- 山坪村
- 五一村
- 托塘湾村
- 大塘村
- 澗山村
- 藕塘村
- 石坪村
- 崇渓村
- 新鋪子村
- 雄輝村
- 金泉村
- 金橋村
- 井湾村
- 岩前村
- 岩竜村
- 洪豊村

## 地理
- 湖：合東水庫

## 教育
- 壺天鎮中心小学
- 壺天鎮中学

## 交通

### 鉄道
- 洛湛線（中国語版）[2]

### 道路
- 長韶婁高速公路（中国語版）[2]
- 省道S209[2]

## 出身有名人
- 周群飛、実業家[3]。